# Jolanta Wieprzkowicz
Jolanta Wieprzkowicz (ur. 4 kwietnia 1966) – polska lekkoatletka specjalizująca się w biegach średniodystansowych, medalistka mistrzostw Polski.

## Kariera sportowa
Była zawodniczką Startu Łódź.
Na mistrzostwach Polski seniorek na otwartym stadionie zdobyła dwa medale w biegu na 800 metrów - srebrny w 1989 i brązowy w 1990. Na halowych mistrzostwach Polski seniorek wywalczyła na tym samym dystansie brązowy medal w 1989.   
Jest absolwentką I Liceum Ogólnokształcącego im. Jarosława Dąbrowskiego w Tomaszowie Mazowieckim.
Rekordy życiowe:
- 400 m: 55,91 (25.06.1988)
- 800 m – 2:02,92 (4.09.1989)
- 1500 m – 4:27,23 (4.09.1989)